# 莱尼亚罗
莱尼亚罗（義大利語：Legnaro），是意大利威尼托大区帕多瓦省的一个市镇。总面积14.89平方公里，人口8459人，人口密度568.1人/平方公里（2009年）。国家统计（ISTAT）代码为028044。